# Bucle de desplaçament
En biologia molecular, un bucle de desplaçament o D-loop és una estructura d'ADN en la que les dues cadenes d'una molècula d'ADN bicatenari estan separades per un tram i mantingudes a part d'una tercera cadena d'ADN. Aquesta última cadena té una seqüència de nucleobases complementària d'una de les dues cadenes principals i s'aparella amb ella, desplaçant així l'altra cadena principal. Dins d'aquesta regió l'estructura és, per tant, una forma d'ADN tricatenari. Un diagrama que introduïa el terme va il·lustrar el D-loop amb una forma similar a una "D" majúscula, on la cadena desplaçada formava el bucle de la "D".
Un ús no relacionat del terme D-loop, és el que es fa servir per referir-se al bucle d'ARN que forma el final del braç D d'una molècula d'ARN de transferència.
El D-loop té lloc en una sèrie de situacions, que inclouen la reparació de l'ADN, els telòmers, i com estructures semi-estables de les molècules d'ADN circular mitocondrial.

## Al mitocondri
Els investigadors de Caltech va descobrir el 1971 que l'ADN mitocondrial circular de cèl·lules en creixement incloïa un segment curt de tres cadenes que van anomenar displacement loop.
Van trobar que la tercera cadena era un segment replicat de la cadena pesada de la molècula, que va desplaçar, i va establir enllaçós d'hidrogen amb la cadena lleugera. Des d'aleshores, s'ha demostrat que la tercera cadena és el segment inicial generat per la replicació de la cadena pesada, que ha estat detingut poc després de l'inici i sovint es manté en aquest estat durant un temps. El D-loop té lloc a la zona no codificadora més gran de les molècules d'ADN mitocondrial, un segment anomenat regió D-loop.
La replicació de l'ADN mitocondrial es pot produir de dues maneres, encara que sempre començant a la regió D-loop. Una forma continua amb la replicació de la cadena pesada a través d'una part substancial (per exemple, dos terços) de la molècula circular, i després comença la replicació de la cadena lleugera. La manera més recentment descoberta s'inicia en un origen diferent dins de la regió D-loop i utilitza la replicació de parelles de cadenes, sintetitzant simultàniament les dues cadenes.
Certes bases dins de la regió D-loop es conserven, però la major part és molt variable i la regió ha demostrat ser útil en l'estudi de la història evolutiva dels vertebrats. La regió conté promotors per la transcripció d'ARN a partir de dues cadenes d'ADN mitocondrial immediatament adjacents a l'estructura D-loop que està associada a l'inici de la replicació d'ADN.
La funció del D-loop encara no està clara, encara que estudis recents suggereixen que participa en l'organització del nucleoide mitocondrial.

## Als telòmers
El 1999 es va informar que els telòmers, els quals es troben al final dels cromosomes, acaben en una estructura en forma de llaç, anomenada t-loop. Aquest és un loop de les dues cadenes del cromosomes, les quals s'uneixen en un punt anterior a l'ADN bicatenari pel final de la tercera cadena, envaint la parella de cadenes per formar un D-loop, per mitjà d'una proteïna especial que estabilitza la unió. El t-loop, que es completa amb l'entroncament del D-loop, protegeix el final del cromosoma de danys.

## A la reparació de l'ADN
Quan una molècula d'ADN bicatenari ha patit un trencament de les dues cadenes, un dels mecanismes de reparació disponibles en cèl·lules eucariotes diploides és la reparació recombinativa. Això provoca l'ús dels cromosomes homòlegs intactes com a plantilla perquè les dues peces de la doble cadena trencades corregeixin la seva posició per reincorporar-se. A principis d'aquest procés, una de les cadenes d'una sola peça es correspon amb una cadena dels cromosomes intactes i s'utilitza per formar un D-loop en aquest punt, desplaçant l'altra cadena del cromosoma intacte. A continuació es produeixen diverses unions i la síntesi per dur a terme la reincorporació.
En humans, la proteïna RAD51 és fonamental per a la recerca d'homòlegs i la formació del D-loop. En el bacteri Escherichia coli, una funció semblant és interpretada per la proteïna RecA.